# Bantamvikt i grekisk-romersk stil för herrar i brottning vid olympiska sommarspelen 2004
Herrarnas brottningsturnering i grekisk-romersk stil i viktklassen bantamvikt vid olympiska sommarspelen 2008 avgjordes den 24-25 augusti i Aten i Ano Liossia Olympic Hall. 

## Medaljörer
| Klass      | Guld                    | Silver                        | Brons                         |
| Bantamvikt | István Majoros · Ungern | Gejdar Mamedalijev · Ryssland | Artiom Kiouregkian · Grekland |

## Resultat

### Förkortningar
- EF — Vinst genom förverkande, förloraren ej plancerad
- E2 — Båda brottarna diskvalificerade för brott mot reglerna
- EV — Diskvalifikation från samtliga tävlingar för brott mot reglerna
- EX — 3 varningar eller brott mot reglerna
- PA — Skada/uteblivande
- PO — Vinst efter poäng, förloraren utan teknik-poäng
- PP — Vinst efter poäng, förloraren med teknik-poäng
- SP — Teknisk överlägsenhet, 10 poängs skillnad, förloraren hade poäng
- ST — Teknisk överlägsenhet, 10 poängs skillnad, förloraren utan poäng
- TO — Vinst efter fall
- KP — Klassificeringspoäng
- TP — Tekniska poäng

### Utslagningsronder

#### Grupp 1
| Tävlande               | Spelade | Vunna | Förlorade | KP | TP |
| ---------------------- | ------- | ----- | --------- | -- | -- |
| István Majoros (HUN)   | 2       | 2     | 0         | 6  | 8  |
| Masatoshi Toyota (JPN) | 2       | 1     | 1         | 5  | 14 |
| Jansel Ramírez (DOM)   | 2       | 0     | 2         | 0  | 0  |

|                        | Poäng |                        | KP     |
| ---------------------- | ----- | ---------------------- | ------ |
| Masatoshi Toyota (JPN) | 3–5   | István Majoros (HUN)   | 1–3 PP |
| Jansel Ramírez (DOM)   | 0–11  | Masatoshi Toyota (JPN) | 0–4 ST |
| István Majoros (HUN)   | 5–0   | Jansel Ramírez (DOM)   | 3–0 PO |

#### Grupp 2
| Tävlande              | Spelade | Vunna | Förlorade | KP | TP |
| --------------------- | ------- | ----- | --------- | -- | -- |
| Lázaro Rivas (CUB)    | 2       | 2     | 0         | 7  | 17 |
| Hassan Rangraz (IRI)  | 2       | 1     | 1         | 5  | 14 |
| Samir Benchenaf (ALG) | 2       | 0     | 2         | 0  | 0  |

|                       | Poäng |                       | KP     |
| --------------------- | ----- | --------------------- | ------ |
| Lázaro Rivas (CUB)    | 11–0  | Samir Benchenaf (ALG) | 4–0 ST |
| Hassan Rangraz (IRI)  | 4–6   | Lázaro Rivas (CUB)    | 1–3 PP |
| Samir Benchenaf (ALG) | 0–10  | Hassan Rangraz (IRI)  | 0–4 ST |

#### Grupp 3
| Tävlande                 | Spelade | Vunna | Förlorade | KP | TP |
| ------------------------ | ------- | ----- | --------- | -- | -- |
| Irakli Chochua (GEO)     | 2       | 2     | 0         | 6  | 7  |
| Ercan Yıldız (TUR)       | 2       | 1     | 1         | 4  | 4  |
| Svajūnas Adomaitis (LTU) | 2       | 0     | 2         | 2  | 2  |

|                          | Poäng |                          | KP     |
| ------------------------ | ----- | ------------------------ | ------ |
| Irakli Chochua (GEO)     | 4–1   | Ercan Yıldız (TUR)       | 3–1 PP |
| Svajūnas Adomaitis (LTU) | 1–3   | Irakli Chochua (GEO)     | 1–3 PP |
| Ercan Yıldız (TUR)       | 3–1   | Svajūnas Adomaitis (LTU) | 3–1 PP |

#### Grupp 4
| Tävlande                | Spelade | Vunna | Förlorade | KP | TP |
| ----------------------- | ------- | ----- | --------- | -- | -- |
| Oleksiy Vakulenko (UKR) | 2       | 2     | 0         | 6  | 7  |
| Dennis Hall (USA)       | 2       | 1     | 1         | 3  | 3  |
| Petr Švehla (CZE)       | 2       | 0     | 2         | 1  | 2  |

|                         | Poäng |                         | KP     |
| ----------------------- | ----- | ----------------------- | ------ |
| Petr Švehla (CZE)       | 2–3   | Dennis Hall (USA)       | 1–3 PP |
| Oleksiy Vakulenko (UKR) | 4–0   | Petr Švehla (CZE)       | 3–0 PO |
| Dennis Hall (USA)       | 0–3   | Oleksiy Vakulenko (UKR) | 0–3 PO |

#### Grupp 5
| Tävlande                   | Spelade | Vunna | Förlorade | KP | TP |
| -------------------------- | ------- | ----- | --------- | -- | -- |
| Im Dae-Won (KOR)           | 2       | 2     | 0         | 6  | 10 |
| Marian Sandu (ROU)         | 2       | 1     | 1         | 4  | 9  |
| Nurbakyt Tengizbayev (KAZ) | 2       | 0     | 2         | 1  | 4  |

|                            | Poäng |                            | KP     |
| -------------------------- | ----- | -------------------------- | ------ |
| Im Dae-Won (KOR)           | 4–4   | Nurbakyt Tengizbayev (KAZ) | 3–1 PP |
| Marian Sandu (ROU)         | 3–6   | Im Dae-Won (KOR)           | 1–3 PP |
| Nurbakyt Tengizbayev (KAZ) | 0–6   | Marian Sandu (ROU)         | 0–3 PO |

#### Grupp 6
| Tävlande                 | Spelade | Vunna | Förlorade | KP | TP |
| ------------------------ | ------- | ----- | --------- | -- | -- |
| Geidar Mamedaliyev (RUS) | 2       | 2     | 0         | 6  | 6  |
| Dariusz Jabłoński (POL)  | 2       | 1     | 1         | 3  | 3  |
| Mukesh Khatri (IND)      | 2       | 0     | 2         | 0  | 0  |

|                          | Poäng |                          | KP     |
| ------------------------ | ----- | ------------------------ | ------ |
| Geidar Mamedaliyev (RUS) | 3–0   | Mukesh Khatri (IND)      | 3–0 PO |
| Dariusz Jabłoński (POL)  | 0–3   | Geidar Mamedaliyev (RUS) | 0–3 PO |
| Mukesh Khatri (IND)      | 0–3   | Dariusz Jabłoński (POL)  | 0–3 PO |

#### Grupp 7
| Tävlande                 | Spelade | Vunna | Förlorade | KP | TP |
| ------------------------ | ------- | ----- | --------- | -- | -- |
| Artiom Kiouregkian (GRE) | 3       | 3     | 0         | 10 | 17 |
| Håkan Nyblom (DEN)       | 3       | 2     | 1         | 6  | 5  |
| Sheng Jiang (CHN)        | 3       | 1     | 2         | 4  | 4  |
| Uran Kalilov (KGZ)       | 3       | 0     | 3         | 1  | 3  |

|                          | Poäng |                          | KP     |
| ------------------------ | ----- | ------------------------ | ------ |
| Håkan Nyblom (DEN)       | 0–3   | Artiom Kiouregkian (GRE) | 0–3 PO |
| Sheng Jiang (CHN)        | 3–3   | Uran Kalilov (KGZ)       | 3–1 PP |
| Håkan Nyblom (DEN)       | 2–1   | Sheng Jiang (CHN)        | 3–1 PP |
| Artiom Kiouregkian (GRE) | 6–0   | Uran Kalilov (KGZ)       | 4–0 TO |
| Håkan Nyblom (DEN)       | 3–0   | Uran Kalilov (KGZ)       | 3–0 PO |
| Artiom Kiouregkian (GRE) | 8–0   | Sheng Jiang (CHN)        | 3–0 PO |

### Utslagningsträd
|  | Kvartsfinaler            | Kvartsfinaler            | Kvartsfinaler |  |  | Semifinaler              | Semifinaler              | Semifinaler              |   |                      | Final                    | Final                    | Final      |
|  |                          |                          |               |  |  |                          |                          |                          |   |                      |                          |                          |            |
|  | István Majoros (HUN)     | István Majoros (HUN)     | 6             |  |  |                          |                          |                          |   |                      |                          |                          |            |
|  | Lázaro Rivas (CUB)       | Lázaro Rivas (CUB)       | 1             |  |  | István Majoros (HUN)     | István Majoros (HUN)     | 3                        |   |                      |                          |                          |            |
|  | Irakli Chochua (GEO)     | Irakli Chochua (GEO)     | 12            |  |  | Oleksiy Vakulenko (UKR)  | Oleksiy Vakulenko (UKR)  | 1                        |   |                      |                          |                          |            |
|  | Oleksiy Vakulenko (UKR)  | Oleksiy Vakulenko (UKR)  | 14            |  |  |                          |                          |                          |   | István Majoros (HUN) | István Majoros (HUN)     | 3                        |            |
|  | Im Dae-Won (KOR)         | Im Dae-Won (KOR)         | 0             |  |  |                          | Geidar Mamedaliyev (RUS) | Geidar Mamedaliyev (RUS) | 1 |                      |                          |                          |            |
|  | Geidar Mamedaliyev (RUS) | Geidar Mamedaliyev (RUS) | 3             |  |  | Geidar Mamedaliyev (RUS) | Geidar Mamedaliyev (RUS) | 7                        |   |                      |                          |                          |            |
|  |                          |                          |               |  |  | Artiom Kiouregkian (GRE) | Artiom Kiouregkian (GRE) | 2                        |   |                      | Bronsmatch               | Bronsmatch               | Bronsmatch |
|  |                          |                          |               |  |  |                          |                          |                          |   |                      |                          |                          |            |
|  |                          |                          |               |  |  |                          |                          |                          |   |                      | Oleksiy Vakulenko (UKR)  | Oleksiy Vakulenko (UKR)  | 1          |
|  |                          |                          |               |  |  |                          |                          |                          |   |                      | Artiom Kiouregkian (GRE) | Artiom Kiouregkian (GRE) | 6          |

|  | 5:e plats |                      |    |  |
|  |           |                      |    |  |
|  | 1         | Lázaro Rivas (CUB)   | 11 |  |
|  | 1         | Lázaro Rivas (CUB)   | 11 |  |
|  | 2         | Irakli Chochua (GEO) | 0  |  |